# Tor Fuglevik

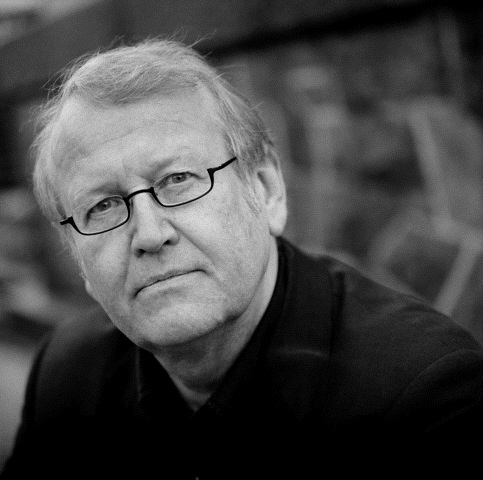
Tor Fuglevik

Tor Fuglevik (* 7. April 1950 in Kristiansand) ist ein norwegischer Journalist und Medienmanager.

## Leben
Fuglevik hat Abschlüsse von der norwegischen Journalistenschule sowie der Universität Oslo.
1971 begann Fuglevik seine Arbeit beim NRK als Radio-Nachrichten-Berichterstatter.
1976 bekam er eine leitende Position beim norwegischen Justizministerium.
Beim NRK hatte Fuglevik mehrere Posten inne, wie Regionalmanager und Radio Generaldirektor.
In letzter Position gründete er den weltweit ersten nur über DAB empfangbaren Sender NRK Klassisk, der seinen Betrieb am 1. Juni 1995 aufnahm.
Von 2002 bis 2006 war er Generaldirektor von Norges Televisjon.
Von 2004 bis 2010 war er Gremiumsmitglied des norwegischen Sprachrats.
Ebenfalls war Fuglevik Mitglied in mehreren Gremien der europäischen Rundfunkunion.
Zurzeit ist Fuglevik Direktor des norwegischen Zweigs der Modern Times Group.
Er ist Autor mehrerer Bücher über das Thema Radio und Rundfunk.

## Auszeichnungen
Im Jahr 2008 erhielt Fuglevik den Prix Radio Ehrenpreis für seine Beiträge zur Entwicklung des norwegischen Radios.